# عمر جاوو
عمر جاوو (بالإنجليزية: Omar Jawo)‏ (8 نوفمبر 1981 ببانجول في غامبيا - ) هو لاعب كرة قدم غامبي في مركز الدفاع. شارك مع منتخب غامبيا لكرة القدم. أما مع النوادي، فقد لعب مع غيفلي ونادي آسيريسكا ونادي برومابويكارنا ونادي سيريانسكا وIK Frej ‏ وVallentuna BK ‏ ونادي إسكلستونا.

## روابط خارجية
- عمر جاوو على موقع اتحاد السويد (السويدية)
- عمر جاوو على موقع قاعدة بيانات كرة القدم.إي يو (الإنجليزية)
- عمر جاوو على موقع ناشيونال فوتبول تيمز (الإنجليزية)
- عمر جاوو على موقع Soccerway.com (الإنجليزية)